# George Wein
George Theodore Wein (Boston, 3 oktober 1925 – Manhattan (New York), 13 september 2021) was een Amerikaanse jazzpianist en impresario. Hij was de oprichter van het Newport Jazz Festival, dat elke zomer wordt gehouden in Newport (Rhode Island). Hij was ook medeoprichter van het Newport Folk Festival met Pete Seeger en Theodore Bikel en speelde een belangrijke rol bij de oprichting van het New Orleans Jazz and Heritage Festival.

## Carrière
Weins vader Barnet werkte als oor-, neus- en keelarts; zijn moeder Ruth was een amateurpianiste. Zijn beide ouders waren joods. Wein groeide op in Newton en begon piano te leren op achtjarige leeftijd. Hij ontwikkelde een passie voor jazz tijdens het bijwonen van de Newton High School, waar hij zijn eerste jazzband formeerde. Hij studeerde aan de Boston University, waar hij leiding gaf aan een kleine band die professioneel speelde in Boston. Na tijdens de Tweede Wereldoorlog in het Amerikaanse leger te hebben gediend, studeerde hij in 1950 af aan het College of Liberal Arts van de Boston University.
Wein studeerde piano bij Margareth Chaloff, Sam Sax en Teddy Wilson en begon reeds op jonge leeftijd zijn geld te verdienen met jazzmuziek. In 1946 werkte hij met Max Kaminsky, in 1947 met Edmond Hall, in 1948 met Wild Bill Davison, daarna met Jimmy McPartland, Bobby Hackett, Jo Jones, Vic Dickenson en anderen.
Na zijn afstuderen opende Wein de Storyville-jazzclub in het Copley Square Hotel in Boston. Hoewel de club een aanvankelijk succes was, werd deze na slechts zes weken gedwongen te sluiten. Het zou later heropenen in het Buckminster Hotel in de buurt van Fenway Park. Na verloop van tijd richtte Wein ook het platenlabel Storyville op. Hij doceerde ook een cursus aan de Boston University over de geschiedenis van de jazz.
In 1954 nodigden Louis en Elaine Lorillard Wein uit om een festival te organiseren in hun woonplaats Newport met hun financiële steun. Het festival was het eerste openluchtjazzfestival in de Verenigde Staten en werd een jaarlijkse traditie in Newport. Wein speelde vervolgens een belangrijke rol bij de oprichting van een aantal festivals in andere steden, waaronder het New Orleans Jazz & Heritage Festival en het Playboy Jazz Festival in Los Angeles en richtte het Newport Folk Festival op. In de jaren 1960 richtte hij Festival Productions op, een bedrijf dat zich toelegt op het promoten van grootschalige jazzevenementen. In de loop der tijd initieerde hij met zijn vrouw Joyce andere belangrijke festivals, zoals de Grande Parade du Jazz in Nice, het Playboy Jazz Festival at the Hollywood Bowl, de New Orleans Jazz and Heritage Fair en het Boston Globe Jazz Festival. Vanaf 1964 was hij betrokken bij de organisatie van de Berliner Jazztage met Ralf Schulte-Bahrenberg en Joachim Ernst Berendt.
Wein pionierde met het idee van bedrijfssponsoring voor zijn evenementen. Zijn Schlitz Salute to Jazz en Kool Jazz Festival waren de eerste jazz-evenementen die sponsoren in de titel zetten: Schlitz-bier en Kool-sigaretten. Festival Productions organiseert het JVC Jazz Festival in Newport en JVC Jazz Festivals in New York, Los Angeles, Chicago, Parijs, Warschau en Tokio. Andere titelsponsors van Festival Productions-evenementen zijn onder meer Mellon Bank, Essence magazine, Verizon, Ben & Jerry's en Dunkin' Donuts.
In 2007 verkocht hij de rechten van het Newport Jazz Festival en het Newport Folk Festival aan de Festival Network LLC onder leiding van Chris Shields, die de festivals met een gewijzigd concept voortzette.

## Overlijden
Wein overleed in september 2021 op 95-jarige leeftijd.

## Onderscheidingen
Wein ontving een breed scala aan onderscheidingen voor zijn werk met jazzconcerten. Hij ontving de Patron of the Arts Award van het Studio Museum of Harlem in 1995 en werd erkend met een Impact Award van de AARP in 2004. Hij werd onderscheiden met het Franse Légion d'honneur en benoemd tot Commandeur de L'Ordre des Arts et Lettres (Commandeur in de Orde van Kunst en Literatuur) door de Franse regering. Hij werd in het Witte Huis geëerd door de twee Amerikaanse presidenten Jimmy Carter in 1978 en Bill Clinton in 1993. In 2005 werd hij door de National Endowment for the Arts uitgeroepen tot Jazz Master en werd hij onderscheiden met de NEA Jazz Masters Fellowship. Zijn autobiografie Myself Among Others: A Life in Music werd door de Jazz Journalists Association uitgeroepen tot het beste boek over jazz van 2004. Wein ontving eredoctoraten van het Berklee College of Music en het Rhode Island College of Music en was een levenslange Honorary Trustee van de Carnegie Hall. In 2011 kreeg hij de Bruce Lundvall Award tijdens het jazzfestival in Montreal.
Wein was een vooraanstaand lid van de Raad van Bestuur Adviescommissie van de Jazz Foundation of America. Hij trad ook op en presenteerde op het benefietconcert A Great Night in Harlem van de Jazz Foundation. Hij reikte in 2002 de Saint of Jazz Award uit aan Harry Elias van JVC America.

## Discografie
- 1955: Wein, Women And Song
- 1956: The Magic Horn Of George Wein
- 1960: George Wein & The Storyville Sextet – Jazz At The Modern
- 1963: George Wein & The Newport All-Stars
- 1967: George Wein Is Alive And Well In Mexico
- 1969: George Wein's Newport All-Stars
- 1969: Tribute To Duke
- 1984: The Newport Jazz Festival All-Stars
- 1987: European Tour
- 1993: Red Norvo: Swing That Music (Affinity)
- 1953-1954: Pee Wee Russell: We're In The Money (Black Lion)

- Bibsys: 6008125
- Bibliothèque nationale de France: cb13901074x (data)
- Gemeinsame Normdatei: 130004251
- International Standard Name Identifier: 0000 0001 1494 4879
- Library of Congress Control Number: n81069187
- Nationale Bibliotheek van Letland: 000277831
- MusicBrainz: 5afc19d9-d92b-464a-9ec9-c09e97e22232
- Nationale Bibliotheek van Tsjechië: ola2002157557
- Nationale Bibliotheek van Israël: 987007325127305171
- Nederlandse Thesaurus van Auteursnamen: 333294467
- Istituto Centrale per il Catalogo Unico: DDSV161139
- SNAC: w6bv83d6
- Système universitaire de documentation: 112454488
- Virtual International Authority File: 84969918
- WorldCat: E39PBJdrJdpXtCXQVjD48pvfv3